# Isabel Ficker
Isabel Barzaghi Ficker Perugini (São Paulo, 30 de agosto de 1983), é uma velejadora brasileira que é medalhista dos Jogos Pan-Americanos.

## Trajetória esportiva
Em 2019, a atleta foi vice-campeã nos Jogos Pan-Americanos, na classe Lightning. Ela foi membro da equipe composta por Cláudio Biekarck e  por seu pai, Gunnar Ficker. Os brasileiros chegaram à regata da medalha empatados com os argentinos, porém terminaram a prova em 3º lugar, atrás dos adversários. De tal maneira, ficaram com a medalha de prata, com 24 pontos perdidos, contra 20 dos argentinos. 